# 西爾維斯特·麥考伊
西爾維斯特·麥考伊（Sylvester McCoy，出生名Percy James Patrick Kent-Smith，1943年8月20日—）是一位蘇格蘭演員，作為喜劇演員和街頭藝術家，他於1970年代到80年代在CBBC電視中常規演出，但最知名於從1987年到1989年在英國長壽科幻劇《神秘博士》中演出的第七任博士——經典系列的最後一位博士，並短暫在1996年電視電影中复演。

## 早年
麥考伊1943年於蘇格蘭的都倫出生，父親為英國人，母親則是愛爾蘭人。

## 演藝生涯
除了神秘博士外，麥考伊也參與演出不少電影與電視劇，如《警務風雲》、《吉爾·梅奥之謎》、《拉布·C·内斯比特》、《看見了看過了》、《湯姆·瓊斯的歷史,一个棄兒》等。2012年起麥考伊在《哈比人電影系列》裡扮演褐袍巫師瑞達加斯特。
此外麥考伊還出演舞台劇《李爾王》裡的小丑，並與伊恩·麥克連一同在新倫敦劇院参與皇家莎士比亞劇團的國際巡演。

## 外部連結
- 西爾維斯特·麥考伊在互联网电影资料库（IMDb）上的資料（英文）
- Travelling Light – Sylvester McCoy article at Kasterborous.com